# ジェームスサリバン賞

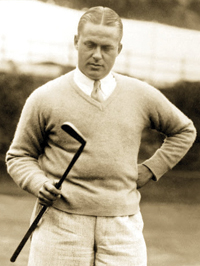
第1回受賞者：ボビー・ジョーンズ（1930年）

ジェームスサリバン賞（英語: James E. Sullivan Award）は毎年アメリカ合衆国で活躍した最高のアマチュアスポーツ選手に全米体育協会（Amateur Athletic Union：略称AAU）から贈られる賞で、1930年以来続く世界的に見てもアマチュアスポーツ界では伝統ある賞のひとつである。この賞は「リーダーシップ、性格、スポーツマンシップの資質、そしてアマチュアリズムの理想に基づいて、競技の成果のみならず、受賞者の強い道徳的性格に敬意を表する」ものとされる。
賞の名前の由来は、全米体育協会の創始者であり代表でもあったジェームス・エドワード・サリヴァンによる。全米体育協会は1930年に彼の栄誉をたたえ、この賞を設立した。第1回受賞者はプロ以上の実力を持ちながらアマチュアを貫いたゴルファーのボビー・ジョーンズ。

## 受賞者
| 年   | 受賞者                                      | スポーツ（種目）                         |
| ---- | ------------------------------------------- | ---------------------------------------- |
| 1930 | ボビー・ジョーンズ                          | ゴルフ                                   |
| 1931 | バーニー・バーリンジャー                    | 陸上競技十種競技                         |
| 1932 | ジェームズ・ボーシュ                        | 陸上競技十種競技                         |
| 1933 | グレン・カニンガム                          | 陸上競技中距離走                         |
| 1934 | ビル・ボンスロン                            | 陸上競技中距離走                         |
| 1935 | ローソン・リトル                            | ゴルフ                                   |
| 1936 | グレン・モリス                              | 陸上競技十種競技                         |
| 1937 | ドン・バッジ                                | テニス                                   |
| 1938 | ドン・ラッシュ                              | 陸上競技長距離走                         |
| 1939 | ジョー・バーク                              | ボート競技                               |
| 1940 | グレッグ・ライス                            | 陸上競技長距離走                         |
| 1941 | レスリー・マクミッチェル                    | 陸上競技中距離走                         |
| 1942 | コーネリウス・ヴァーメルダム                | 陸上競技棒高跳                           |
| 1943 | ギル・ドッズ                                | 陸上競技中距離走                         |
| 1944 | アン・カーティス                            | 競泳                                     |
| 1945 | ドク・ブランチャード                        | アメリカンフットボール                   |
| 1946 | アーノルド・タッカー                        | アメリカンフットボール                   |
| 1947 | ジャック・ケリー Jr.                        | ボート競技                               |
| 1948 | ボブ・マサイアス                            | 陸上競技十種競技                         |
| 1949 | ディック・バトン                            | フィギュアスケート                       |
| 1950 | フレッド・ウィルト                          | 陸上競技長距離走                         |
| 1951 | ボブ・リチャーズ                            | 陸上競技棒高跳、十種競技                 |
| 1952 | ホレス・アシェンフェルター                  | 陸上競技長距離走                         |
| 1953 | サミー・リー                                | 飛込競技                                 |
| 1954 | マルビン・ホイットフィールド                | 陸上競技中距離走                         |
| 1955 | ハリソン・ディラード                        | 陸上競技短距離走                         |
| 1956 | パトリシア・マコーミック                    | 飛込競技                                 |
| 1957 | ボビー・モロー                              | 陸上競技短距離走                         |
| 1958 | グレン・デービス                            | 陸上競技短距離走                         |
| 1959 | パリー・オブライエン                        | 陸上競技砲丸投、円盤投                   |
| 1960 | レイファー・ジョンソン                      | 陸上競技十種競技                         |
| 1961 | ウィルマ・ルドルフ                          | 陸上競技短距離走                         |
| 1962 | ジム・ビーティ                              | 陸上競技中距離走                         |
| 1963 | ジョン・ペネル                              | 陸上競技棒高跳                           |
| 1964 | ドン・ショランダー                          | 競泳                                     |
| 1965 | ビル・ブラッドリー                          | バスケットボール                         |
| 1966 | ジム・ライアン                              | 陸上競技中距離走                         |
| 1967 | ランディ・マトソン                          | 陸上競技砲丸投                           |
| 1968 | デビー・メイヤー                            | 競泳                                     |
| 1969 | ビル・トーミー                              | 陸上競技十種競技                         |
| 1970 | ジョン・キンセラ                            | 競泳                                     |
| 1971 | マーク・スピッツ                            | 競泳                                     |
| 1972 | フランク・ショーター                        | 陸上競技長距離走                         |
| 1973 | ビル・ウォルトン                            | バスケットボール                         |
| 1974 | リック・ウォールヒューター                  | 陸上競技中距離走                         |
| 1975 | ティム・ショー                              | 競泳・水球                               |
| 1976 | ブルース・ジェンナー                        | 陸上競技十種競技                         |
| 1977 | ジョン・ネーバー                            | 競泳                                     |
| 1978 | トレーシー・コールキンズ                    | 競泳                                     |
| 1979 | カート・トーマス                            | 体操競技                                 |
| 1980 | エリック・ハイデン                          | スピードスケート                         |
| 1981 | カール・ルイス                              | 陸上競技短距離走・走幅跳                 |
| 1982 | メアリー・デッカー                          | 陸上競技中距離走・長距離走               |
| 1983 | エドウィン・モーゼス                        | 陸上競技障害走                           |
| 1984 | グレゴリー・ローガニス                      | 飛込競技                                 |
| 1985 | ジョーン・ベノイト                          | 陸上競技長距離走                         |
| 1986 | ジャッキー・ジョイナー・カーシー            | 陸上競技七種競技                         |
| 1987 | ジム・アボット                              | 野球                                     |
| 1988 | フローレンス・ジョイナー                    | 陸上競技短距離走                         |
| 1989 | ジャネット・エバンス                        | 競泳                                     |
| 1990 | ジョン・スミス                              | レスリング                               |
| 1991 | マイク・パウエル                            | 陸上競技走幅跳                           |
| 1992 | ボニー・ブレア                              | スピードスケート                         |
| 1993 | チャーリー・ウォード                        | バスケットボール・アメリカンフットボール |
| 1994 | ダン・ジャンセン                            | スピードスケート                         |
| 1995 | ブルース・ボームガートナー                  | レスリング                               |
| 1996 | マイケル・ジョンソン                        | 陸上競技短距離走                         |
| 1997 | ペイトン・マニング                          | アメリカンフットボール                   |
| 1998 | シャミーク・ホールズクロー                  | バスケットボール                         |
| 1999 | ココ・ミラー ケリー・ミラー                 | バスケットボール                         |
| 2000 | ルーロン・ガードナー                        | レスリング                               |
| 2001 | ミシェル・クワン                            | フィギュアスケート                       |
| 2002 | サラ・ヒューズ                              | フィギュアスケート                       |
| 2003 | マイケル・フェルプス                        | 競泳                                     |
| 2004 | ポール・ハム                                | 体操競技                                 |
| 2005 | J.J.レディック                              | バスケットボール                         |
| 2006 | ジェシカ・ロング                            | パラリンピック水泳                       |
| 2007 | ティム・ティーボウ                          | アメリカンフットボール                   |
| 2008 | ショーン・ジョンソン                        | 体操競技                                 |
| 2009 | エイミー・パルミエロ＝ウィンタース          | ウルトラマラソン                         |
| 2010 | エヴァン・ライサチェク                      | フィギュアスケート                       |
| 2011 | アンドリュー・ロドリゲス                    | アメリカンフットボール                   |
| 2012 | メリッサ・フランクリン                      | 競泳                                     |
| 2013 | ジョン・アーシェル                          | アメリカンフットボール                   |
| 2014 | エゼキエル・エリオット                      | アメリカンフットボール                   |
| 2015 | キーナン・レイノルズ ブレアナ・スチュワート | アメリカンフットボール バスケットボール  |
| 2016 | ローレン・カーリニ                          | バレーボール                             |
| 2017 | カイル・スナイダー                          | レスリング                               |
| 2018 | キャサリン・プラマー                        | バレーボール                             |
| 2019 | サブリナ・イオネスク スペンサー・リー       | バスケットボール レスリング              |
| 2020 | シモーネ・バイルズ ケーレブ・ドレッセル     | 体操競技 競泳                            |
| 2021 | カリッサ・ムーア                            | サーフィン                               |
| 2022 | ケイトリン・クラーク                        | バスケットボール                         |